# Samostan Svetoga Petra u Polju
Samostan Svetoga Petra u Polju bio je benediktinski samostan u Čičevu kod Trebinja. Samostan sv. Petra je bio duhovno središte biskupije gdje su benediktinci postavili svoje prvo uporište i odakle su širili svoj kulturni i vjerski utjecaj.

## Naziv
Samostan u svom imenu ima dodatak „u Polju”, a riječ je o mjestu u južnom dijelu Trebinjskog polja. Zbog blizine samog Trebinja i naselja Čičeva, tj. zaseoka Crnča kod Bihova i Donjeg Čičeva, samostan se ponekad nazivao i „Sancti Petri de Tribigna” i „Sancti Petri di Cicevo”. Ipak, kako je smješten u polju, ispod Ilijinog brda, prevladao je naziv Sv. Petar u Polju, tj. „Sancti Petri in Campo” (ili „de Campo”, „di Campo”, „del Campo”).

## Povijest
Samostan Sv. Petra u Polju sigurno se nalazio kod Trebinja, iako su neki autori spominjali i Boku kotorsku. Naime, papa Klement VI. spominje samostan pod jurisdikcijom kotorskoga biskupa jer je poslije progona trebinjskog biskupa ne samo Trebinjem nego i cijelim Humom upravljao kotorski biskup.
Prema arheološkim istraživanjima prvotno zdanje samostana datira iz starokršćanskog razdoblja. Bila je to starokršćanska bazilika najvjerojatnije iz 5. ili 6. stoljeća. Ona je ubrzo srušena, vjerojatno već u 7. stoljeću pri seobi naroda. Na tim je temeljima podignut samostan u 11. stoljeću. Benediktinci su iskoristili ostatke nekadašnje bazilike za gradnju samostana i do njega nove crkve sv. Petra.
Na mjestu negdašnjeg samostana, 1906. godine, izgrađena je pravoslavna crkva. Zbog toga su onemogućena daljnja arheološka istraživanja starokršćanske bazilike i samostana. Samostanska crkva sv. Petra obnovljena je 2007. godine, ali kao pravoslavna crkva te je posvećena sv. Pavlu. Konačno je samostan prozvan „Petro-Pavlovskim” manastirom te je na čitavom kompleksu, bez obzira na njegovu veliku povijesnu vrijednost, jednostrano podignut manastir za monahinje.
Monasi su bili članovi benediktinskog reda. U prva dva stoljeća svoga djelovanja uživali su potrebni mir i slobodu djelovanja. Kada je krajem 12. stoljeća, Trebinje i obližnje Primorje, osvojio raški veliki župan Nemanja započinju prvi nemiri. Kralj Uroš I. je 1252. prognao trebinjskog biskupa Salvija.
Samostansko zdanje stradalo je kad su 1242. godine provalili Tatari te opustošili trebinjski kraj. Arheološka istraživanja su otkrila da je samostan gorio, a na zgarištu su pronađeni i ostaci željeznog oružja. Samostan Sv. Petra je najvjerojatno obnovila žena kralja Uroša I. koja je bila katolkinja. Ona je obnavljala opustošene crkve i samostane, a vjerojatno se zalagala kod pape Martina IV. kako bi se imenovao novi trebinjski biskup. Nakon raspada srpske države te dolaskom bosanskih vladara prilike su se nešto popravile te je samostan mogao slobodnije djelovati.
No nije poznato do kada se sv. Petar u Polju uspio održati kao samostan. Dubrovački kroničar Jakov Lukarević navodi kako se trebinjski biskup Mihovil Natalis pred turskim osvajanjima povukao u Dubrovnik, a biskupiju preporučio „kanonicima Svetoga Petra u Čičevu i Ivanu, knezu Popova i Trebinja”.

### Knjige
- Milanović, Jozo. 2023. Benediktinci na području Trebinjsko-mrkanske biskupije.   Puljić, Ivica; Marić, Marinko (ur.). Trebinjsko-mrkanska biskupija: Zbornik radova povodom obilježavanja 1000. obljetnice prvoga pisanog spomena Trebinjske biskupije i 700. obljetnice prvoga pisanog spomena Mrkanske biskupije. Trebinjsko-mrkanska biskupija. Mostar. str. 427–437
- Puljić, Ivica. 2023. Pregled povijesti područjâ Trebinjsko-mrkanske biskupije do pada pod osmansku vlast.   Puljić, Ivica; Marić, Marinko (ur.). Trebinjsko-mrkanska biskupija: Zbornik radova povodom obilježavanja 1000. obljetnice prvoga pisanog spomena Trebinjske biskupije i 700. obljetnice prvoga pisanog spomena Mrkanske biskupije. Trebinjsko-mrkanska biskupija. Mostar. str. 39–171